# Katastrofa lotu Palair Macedonian Airlines 301
Katastrofa lotu Palair Macedonian Airlines 301 – katastrofa lotnicza, która wydarzyła się 5 marca 1993 roku. Lot 301 państwowych linii lotniczych Palair Macedonian Airways, który miał wystartować z lotniska w Skopju oraz wylądować w lotnisku w Zurychu. Samolot rozbił się po starcie z lotniska. W katastrofie zginęły 83 osoby – 79 pasażerów i 5 członków załogi, a 14 osób przeżyło. Lot 301 jest drugą największą co do śmierci katastrofą z udziałem samolotu Fokker 100. Badanie katastrofy wykazało, że przyczyną wypadku była utrata sterowności samolotu z powodu nagromadzenia się lodu na skrzydłach.

## Samolot
Samolot, który uległ katastrofie to Fokker 100, o numerze rejestracyjnym PH-KXL, i numerze seryjnym 11393. Samolot został zbudowany w 1992 r. i został wysłany do Palair w dniu 27 stycznia 1993 r. Naliczył łącznie 188 godzin lotu i 136 cykli lotu.

## Załoga i pasażerowie
Lot 301 przewoził 92 pasażerów i 5 członków załogi. Większość pasażerów stanowili Kosowianie, którzy lecieli do pracy w Szwajcarii.
Dowódcą kapitana był 49-letni Peter Bierdrager, który mieszkał w Holandii. Ostatnią kontrolę lekarską przeszedł w 1992 roku i zdobył łącznie 11 200 godzin doświadczenia w lataniu, z czego 1180 godzin na samolocie Fokker 100. Oprócz licencji na ten samolot, uzyskał również licencje na Fokker F-27, Fokker 28 i Fokker 50. Kapitanem był 34-letni Macedończyk. Jego doświadczenie w lataniu wyniosło 5580 godzin, z czego 65 godzin na Fokkerze. Zanim został zatrudniony przez Palair Macedonian Airlines, był pilotem w JAT Jugosławii.

## Lot
Lot 301 był międzynarodowym regularnym lotem pasażerskim rozpoczynającym się w Skopje w Macedonii, z miejscem docelowym w Zurychu w Szwajcarii. Na pokładzie samolotu znajdowało się 92 pasażerów i 5 członków załogi. Fokker 100, zarejestrowany jako PH-KXL, należał do Palair Macedonian Airlines, ówczesnych krajowych linii lotniczych.
Zezwolenie na start zostało wydane o 11:11 czasu lokalnego. Gdy lot 301 wystartował, padał śnieg, a widoczność była ograniczona do 900 metrów. Lot 301 wzbił się w powietrze 28 sekund po zezwoleniu na start.
Zaledwie 2 sekundy po starcie z pasa startowego 34 samolot zaczął gwałtownie się trząść. Podczas wznoszenia się na wysokość około 50 stóp lot 301 przechylił się ostro w lewo, a potem w prawo, pod kątem 50 i 55 stopni. Załoga natychmiast zastosowała lotki, aby skorygować położenie samolotu.
Prawe skrzydło samolotu uderzyło w ziemię poza końcem pasa startowego pod kątem 90 stopni. Samolot spadł na ziemię, a kadłub rozpadł się na trzy części. Samolot natychmiast eksplodował i stanął w płomieniach. 20 ocalałych, z których 5 było w stanie krytycznym, przewieziono do szpitala w Skopje. 4 ocalałych zostało później uznanych za zmarłych po przybyciu do szpitala.

## Dochodzenie

### Pogoda
Dane pogodowe zebrane przez badaczy sugerowały, że przed wypadkiem i w jego trakcie padał lekki lub umiarkowany śnieg. Pracownicy lotniska poinformowali, że śnieg topił się, gdy dotknął ziemi.
Przed wypadkiem na pasie startowym, drodze kołowania i płycie postojowej nie było widocznego śniegu. Śledczy potwierdzili, że był to śnieg zmieszany z deszczem. Na lotnisku zarejestrowano temperaturę 0°C.

### Śnieg na skrzydle
Przed startem samolot został sprawdzony przez obsługę naziemną pod kątem śladów śniegu i lodu. Śledczy zauważyli, że nie ma dowodów na to, że lewe skrzydło zostało zbadane tak dokładnie, jak prawe. Ze względu na panujące warunki pogodowe badacze sądzili, że górna powierzchnia skrzydła samolotu została pokryta cienką warstwą śniegu i prawdopodobnie przymarzła. Według załóg naziemnych kilka osób dotknęło krawędzi natarcia skrzydła, aby wykryć lód. Jednak ze względu na wysokość samolotu mogli to zrobić tylko wysocy ludzie. Mogliby również dotknąć tylko krawędzi natarcia w pobliżu końcówki skrzydła; jednak nie byliby w stanie dosięgnąć górnej powierzchni skrzydła. Dalsze badania wykazały, że samolot przyleciał do Skopje ze stosunkowo dużą ilością paliwa o bardzo niskiej temperaturze. Spowodowało to zamarznięcie mokrego śniegu, który padał na powierzchnię skrzydła. Zostało to później potwierdzone, gdy inspekcja wykazała, że pod zbiornikami paliwa wykryto lód. Jednak pomimo tego, że samolot był pokryty śniegiem, inżynier stacji lotów i obsługa naziemna zgłosili, że wszystko jest w porządku i nie widzą śniegu. Śledczy stwierdzili, że prawdopodobnie mieli złudzenia. Zgodnie z raportem końcowym śledczy stwierdzili, że przyczyną katastrofy było oblodzenie skrzydła.
Później potwierdzono, że obsługa naziemna sprawdziła tylko wewnętrzną część skrzydła, a nie zewnętrzną. Stopienie śniegu w wewnętrznej części skrzydła stwarzało wrażenie, że na skrzydle nie ma już śniegu i że stopił się cały śnieg, łącznie z tym na zewnętrznym skrzydle, dlatego badacze nazwali to złudzeniem.

### Brak uwagi na odlodzenie
Standardowa procedura operacyjna linii lotniczych określała, że pilot musi przeprowadzić zewnętrzną inspekcję samolotu przed lotem. W tym samolocie jednak ta zasada nie była przestrzegana. Zamiast tego inspekcję zewnętrzną zlecono Inżynierowi Stacji Lotów. Inżynier stacji lotów był uważany za bardzo doświadczonego, dlatego załoga uwierzyła w jego słowa, gdy powiedział, że samolot nie wymaga odladzania. Analiza powypadkowa danych pogodowych sugeruje jednak, że samolot musiałby zostać odlodzony.